# Aalmoezenier
Een aalmoezenier is een kerkelijke functie, gericht op de geestelijke en materiële zorg voor gasten, zieken en behoeftigen. Ook rooms-katholieke geestelijk verzorgers bij de Krijgsmacht worden zo genoemd. De term is afkomstig van het Grieks-Latijnse "eleemosynarius".

## Armenzorg
Vanaf de 10e eeuw richtten kloosters hospitalen voor de armen in. Naast ziekenzorg voor zieke kloosterlingen, nam men er ook externe bezoekers of patiënten op. Deze vielen onder de verantwoordelijkheid van een aalmoezenier die hen alle benodigde hulp en zorg moest verstrekken, en die tevens de opdracht had om in de omgeving zieken en behoeftigen op te zoeken.
Vanaf de 12e eeuw bestaat ook de functie van pauselijk aalmoezenier die belast is met het beheer en de verdeling van de geldsommen die de paus voor liefdadige doelen wil besteden. Hij is de eerste van de dienstdoende geheim-kamerheren van de paus en neemt als dusdanig ook bij verhindering van de opperkamerheer diens functies over. Hij is ook altijd een titulair-aartsbisschop. De pauselijke aalmoezenier blijft bij overlijden van de paus in functie, maar moet wel door de volgende paus in die functie bevestigd worden. Van 1989 tot 2007 was aartsbisschop Oscar Rizzato pauselijk aalmoezenier. Na zijn opruststelling werd hij in juli 2007 opgevolgd door aartsbisschop Félix del Blanco Prieto. 
Vanaf het einde van de 15e eeuw namen ook de stadsbesturen meer en meer zelf verantwoordelijkheid op met betrekking tot de armenzorg. Ze richtten nieuwe instellingen voor algemene bedeling op, waarbij identificatie, selectie en controle op de armen aanzienlijk werden verscherpt. De verantwoordelijke bestuurders waren de aalmoezeniers (diegenen die de "aalmoezen" verstrekken), gekozen onder de vooraanstaande en rijke burgers van de stad. Het betrof hier dus geen kerkelijke functie. Het aalmoezenierschap werd als een erefunctie gezien. Ze werden niet bezoldigd en van hen werd verwacht dat ze ook zelf met eigen middelen een aanzienlijke bijdrage leverden voor de armenzorg.

## Geestelijke zorg

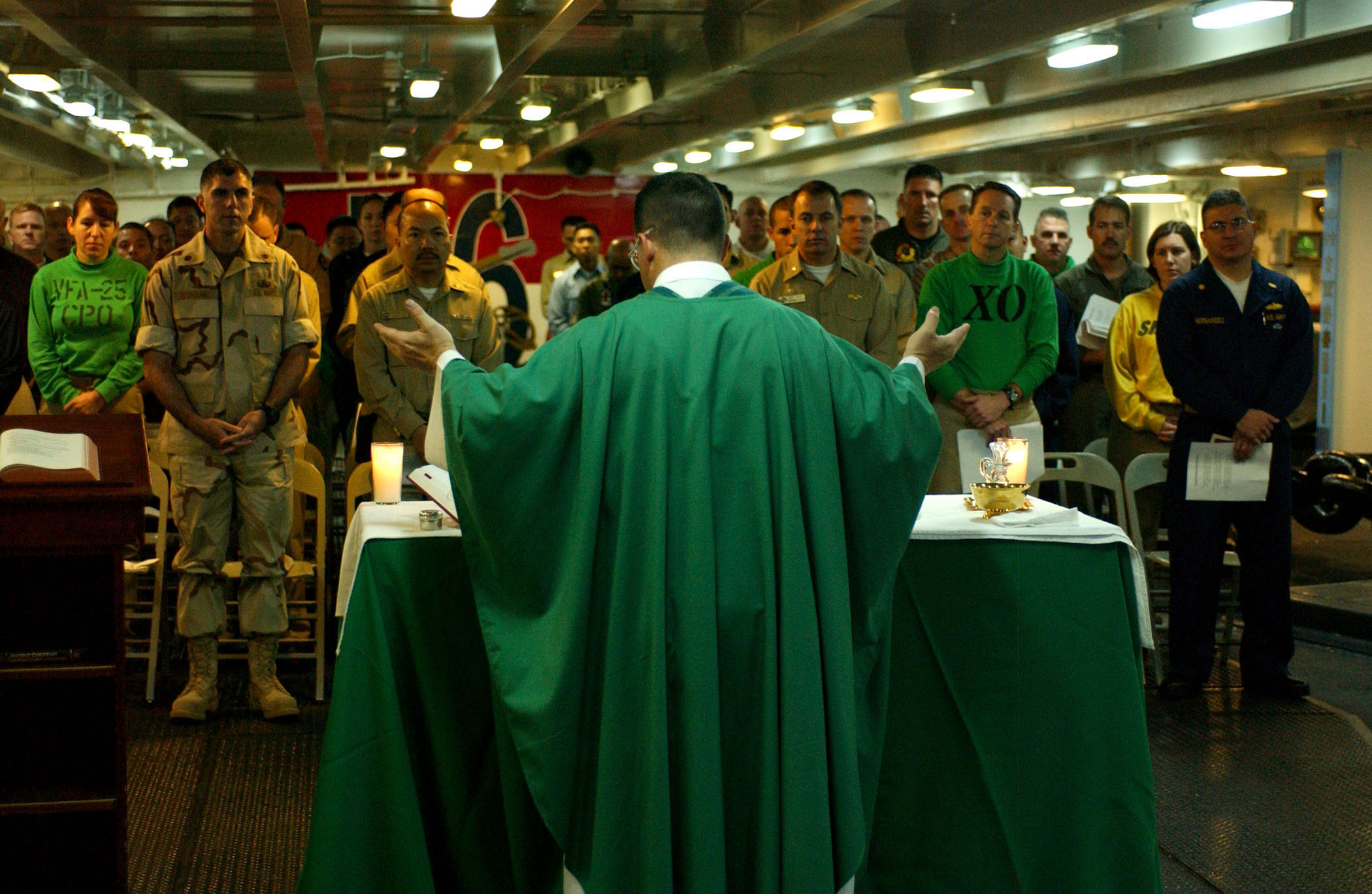
Een aalmoezenier van de Amerikaanse marine draagt de H. Mis op aan boord van het vliegdekschip USS Ronald Reagan

Aalmoezeniers werden in het verleden ook aangesteld aan het hof van een koning of graaf om de armenzorg te organiseren, maar ook om de godsdienstige plechtigheden en functies aan het hof waar te nemen.
Aalmoezeniers vindt men ook in het leger. Meestal vormen de strijdkrachten voor de Kerk een afzonderlijk ordinariaat met een eigen geestelijkheid. Ze hebben ook een rang in het leger (bijvoorbeeld kolonel of majoor) en kunnen volgens het verdrag van Genève van 1906 niet als krijgsgevangenen worden behandeld. 
Ook op andere plaatsen waar doorgaans veel mensen verblijven, zoals luchthavens, hospitalen en gevangenissen, stelt de Kerk aalmoezeniers aan voor de godsdienstige en geestelijke begeleiding van de aanwezige reizigers, patiënten en gevangenen.
In katholieke organisaties, bijvoorbeeld jeugdverenigingen en hospitalen, is de aalmoezenier (ook wel "proost" genoemd) in het algemeen de geestelijke die de godsdienstige en zedelijke begeleiding van de leden, het personeel of de patiënten behartigt.
In de 19e eeuw richtte Theofiel Reyn een katholieke congregatie op, De Aalmoezeniers van de Arbeid, voor het organiseren van vakonderwijs aan de jeugd en apostolaat onder de arbeiders. Leden van de congregatie noemt men ook kortweg aalmoezenier.